# 菩提道次第廣論四家合註
《菩提道次第廣論四家合註》，為註解《菩提道次第廣論》之眾書中，最先進、最權威的註解。「四家」即巴梭法王、語王堅穩尊者、妙音笑大師、及扎帝格西四位西藏高僧，此四家於箋註時，有各自的側重點，不相妨礙重疊；又皆身為藏傳佛教格魯教派宗師中的泰斗，後人遂總此四註，彙為一編，成四家合註。

## 作者
- 巴梭法王：此有二種說法，一為第一世巴梭法王，其兄為克主傑大師；二說為轉第五世之巴梭法王法幢，總之以藏傳佛教之視角而言，皆為同一心緒者。於此註之寫作為典型夾註(夾註:文句中直接加箋註，與原文連讀成文句)使簡奧文句成為人人易讀之句。
- 語王堅穩尊者：相對於巴梭法王註解方式，語王堅穩採整段註，對歷史、地理等典故考據言之甚詳並於義理有很強的辨析。
- 妙音笑大師：即第一世嘉木樣，西藏果芒學派之創始者。於此註有三種特色:一.有承巴梭及語王堅穩之註，二.科判箋註，三.貫穿四家合註全文。
- 扎帝格西：為18世紀，色拉寺的大學者，文法著作為後代學者之準繩；於四家合註中，其註被稱為「止觀註」或「毘缽舍那註」。兼巴梭法王及語王堅穩尊者之註之風。